# ناصر الحجيل
ناصر علي الحجيل لاعب كرة قدم سعودي.

## مسيرة اللاعب
لعب في نادي الوطني ونادي الأنوار.